# پل هیلدگارتنر
پل هیلدگارتنر (انگلیسی: Paul Hildgartner؛ زادهٔ ۸ ژوئن ۱۹۵۲) لژسوار اهل ایتالیا است.